# Дюбан, Феликс Луи Жак
Фели́кс Луи Жак Дюба́н (фр. Félix-Louis-Jacques Duban; 14 октября 1797, Париж — 7 октября 1870, Бордо) — французский рисовальщик-орнаменталист, акварелист и архитектор-реставратор исторических зданий. Один из главных создателей стиля неоренессанс во французской архитектуре XIX века.

## Биография
Окончил парижскую Школу изящных искусств (École des Beaux-Arts), ученик Франсуа Дебре, на дочери которого Дюбан затем женился. Лауреат Римской премии 1823 года. В 1828—1830 годах Ф. Дюбан работал в Италии, изучал руины древних Помпей, затем уехал в Грецию.
С 1832 года был штатным архитектором Школы изящных искусств в Париже (с 1968 года: École nationale supérieure des Beaux-Arts). Вместе с Виолле-ле-Дюком Дюбан участвовал в реставрации Королевской капеллы (Сент-Шапель), работал над реставрацией замков в Блуа, Шантийи, Дампьере, Фонтенбло. Восстанавливал Галерею Аполлона в Лувре.
Дюбан был Командором Почетного легиона (Commandeur de la Légion d’honneur), в 1864—1870 годах избирался муниципальным советником 7-го округа Парижа (Conseiller municipal 7ème arrondissement), выполнял обязанности Генерального инспектора гражданских зданий. Среди его учеников более других известен Шарль Огюст Кетель.

## Школа изящных искусств
В 1830—1861 годах Дюбан строил новое здание Школы изящных искусств в Париже на Рю Бонапарт в квартале Сен-Жермен-де-Пре по собственному проекту в стиле неоренессанса. Во двор школы ведут ворота, обрамлённые бюстами живописца Н. Пуссена и скульптора П. Пюже. Главный фасад здания, выходящий в большой двор архитектурных памятников, выстроен в стиле неоренессанса с характерными брамантовыми окнами, рустовкой первого этажа и ордерной разработкой второго и третьего.
По периметру «архитектурного дворика» перед главным зданием школы встроены уцелевшие фрагменты разрушенных в разные годы выдающихся памятников истории архитектуры Франции. Среди них: портик замка в Ане Дианы де Пуатье архитектора Филибера Делорма (1548), фрагмент замка Гайон.
Амфитеатр актового зала учебного заведения украшает «Полукружие» (фр. Hémicycle) — панорамная настенная картина маслом (27 х 4,5 м) (её часто неверно называют фреской) академического живописца П. Делароша (1837—1841). На картине на фоне воображаемого античного храма собраны семьдесят пять выдающихся художников всех времён и народов, беседующих, собравшись в группы по обе стороны от центрального подиума, на вершине которого восседают трое самых выдающихся (по канонам академизма) художников античности: архитектор и скульптор Фидий, архитектор Иктин и живописец Апеллес. Их фигуры призваны символизировать единство «трёх изящных искусств». Претенциозное произведение отличается салонным вкусом, но хорошо сочетается с архитектурой неоренессанса и назначением актового зала художественной школы.
Характерной работой Дюбана является Зал Мельпомены, сооружённый в здании школы в 1860—1863 годах.

## Галерея

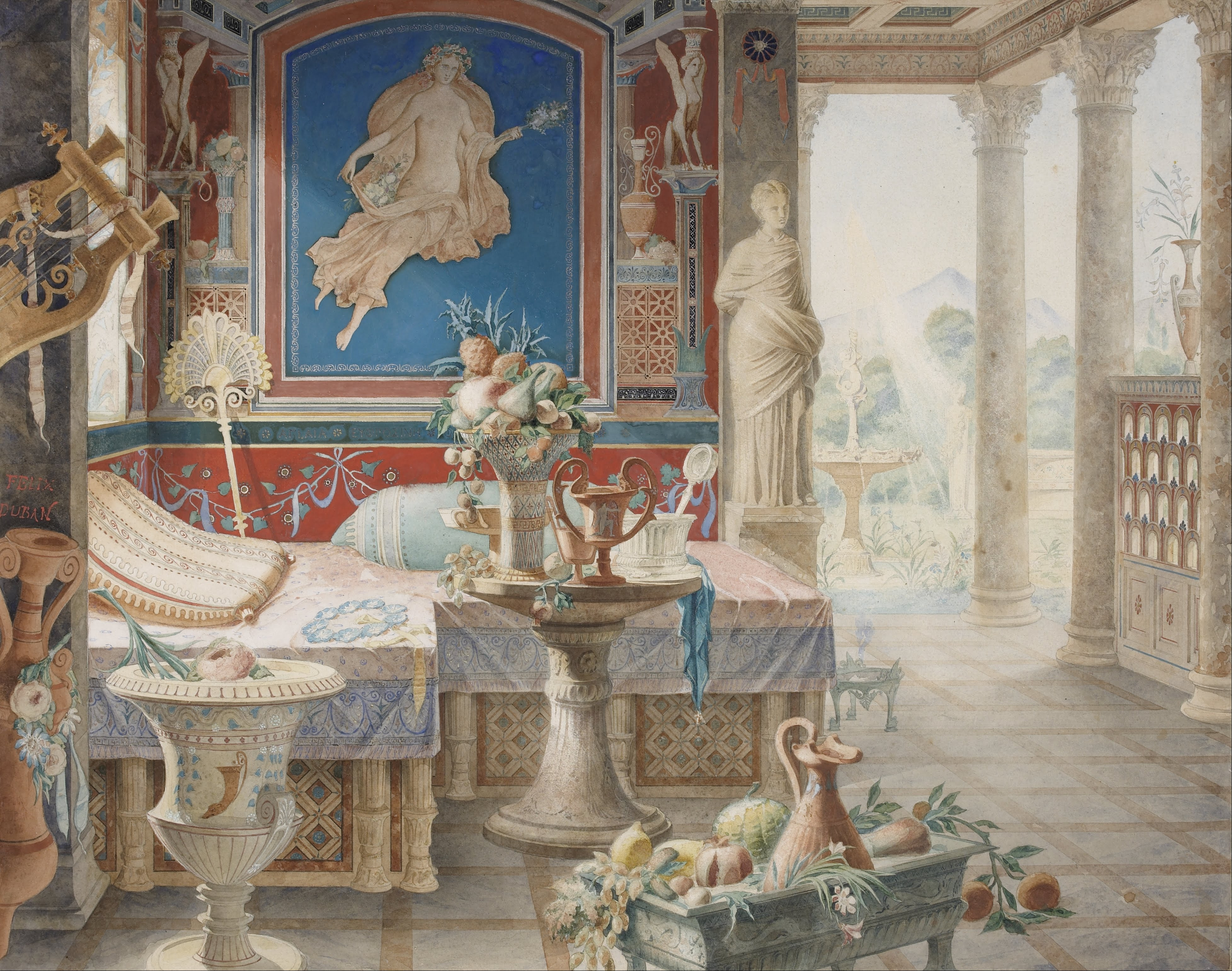
Архитектурная фантазия в стиле Помпей. 1856. Бумага, акварель. Музей Орсе. Париж
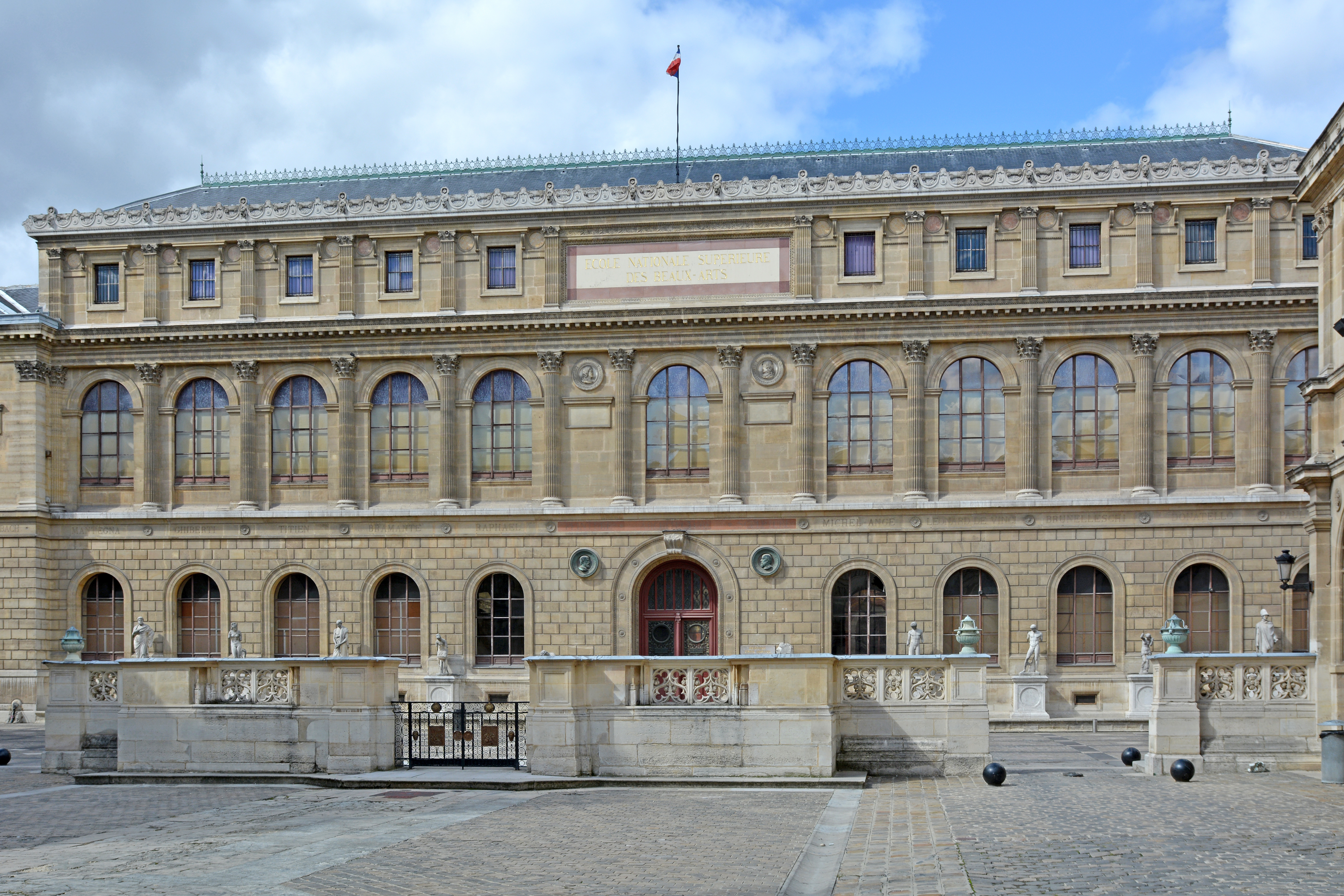
Школа изящных искусств в Париже. Главный фасад. 1830—1861
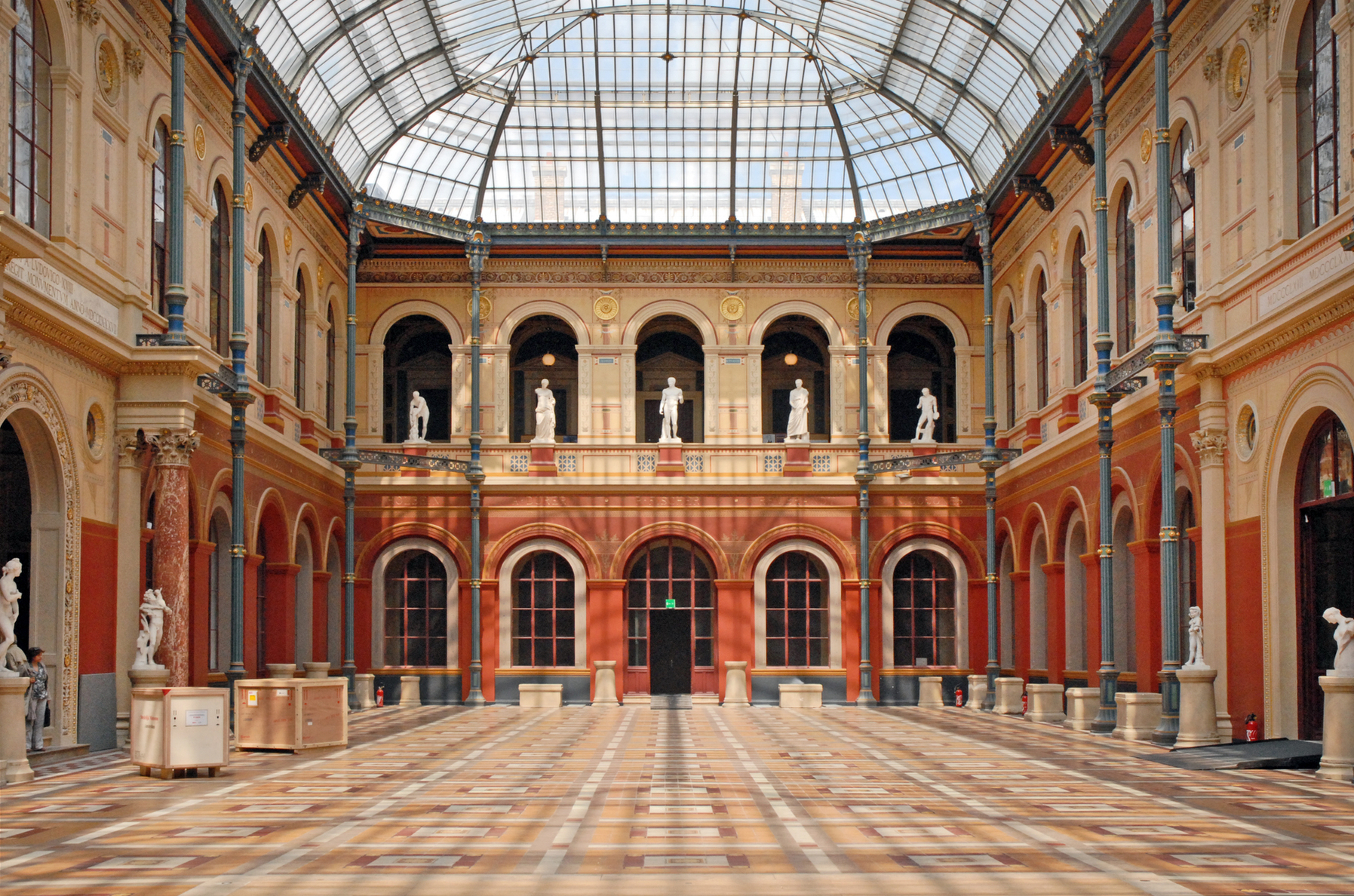
Внутренний двор Школы изящных искусств
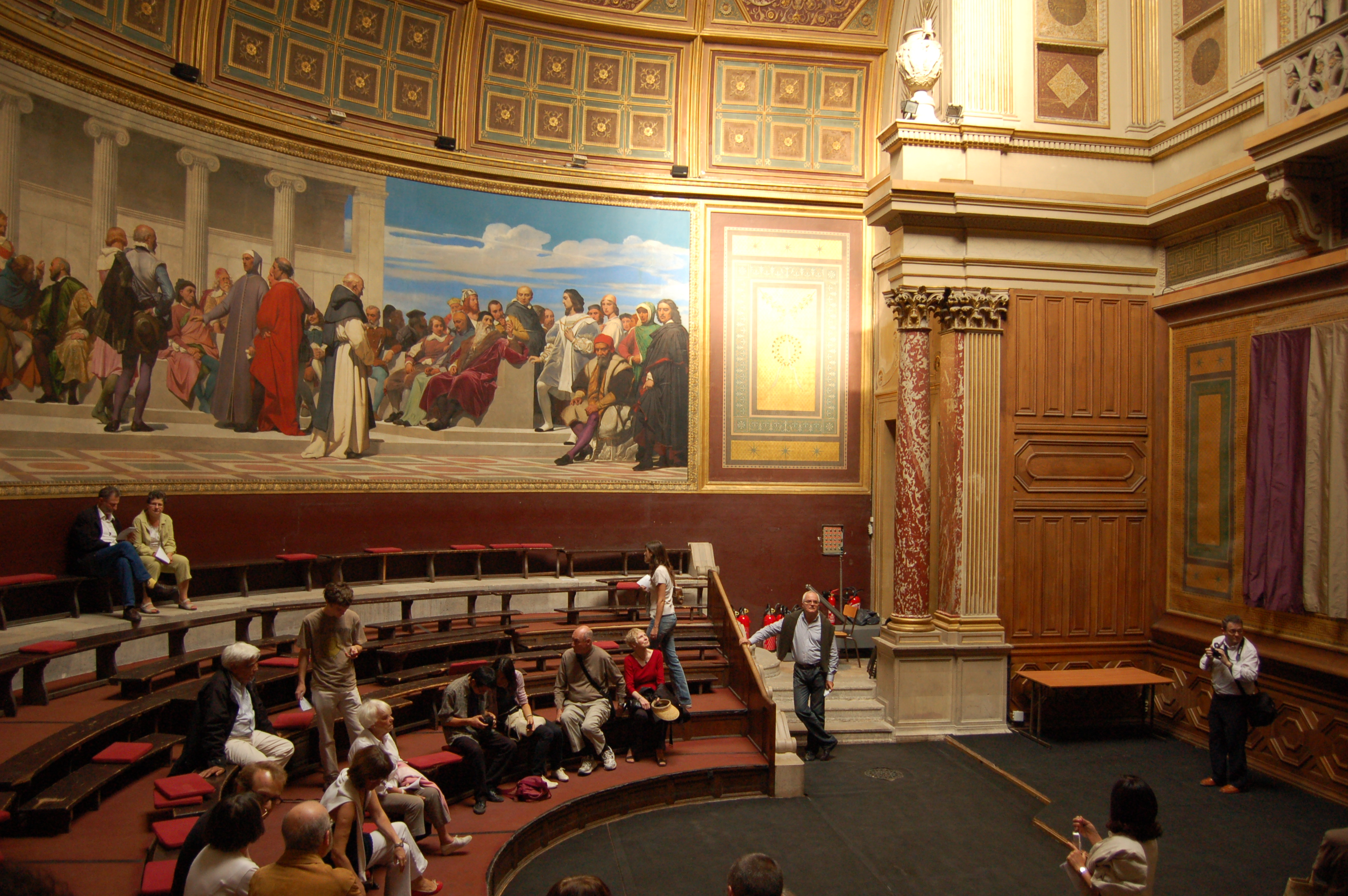
Амфитеатр Школы. Картина П. Делароша «Полукружие» (Hémicycle). 1837—1841
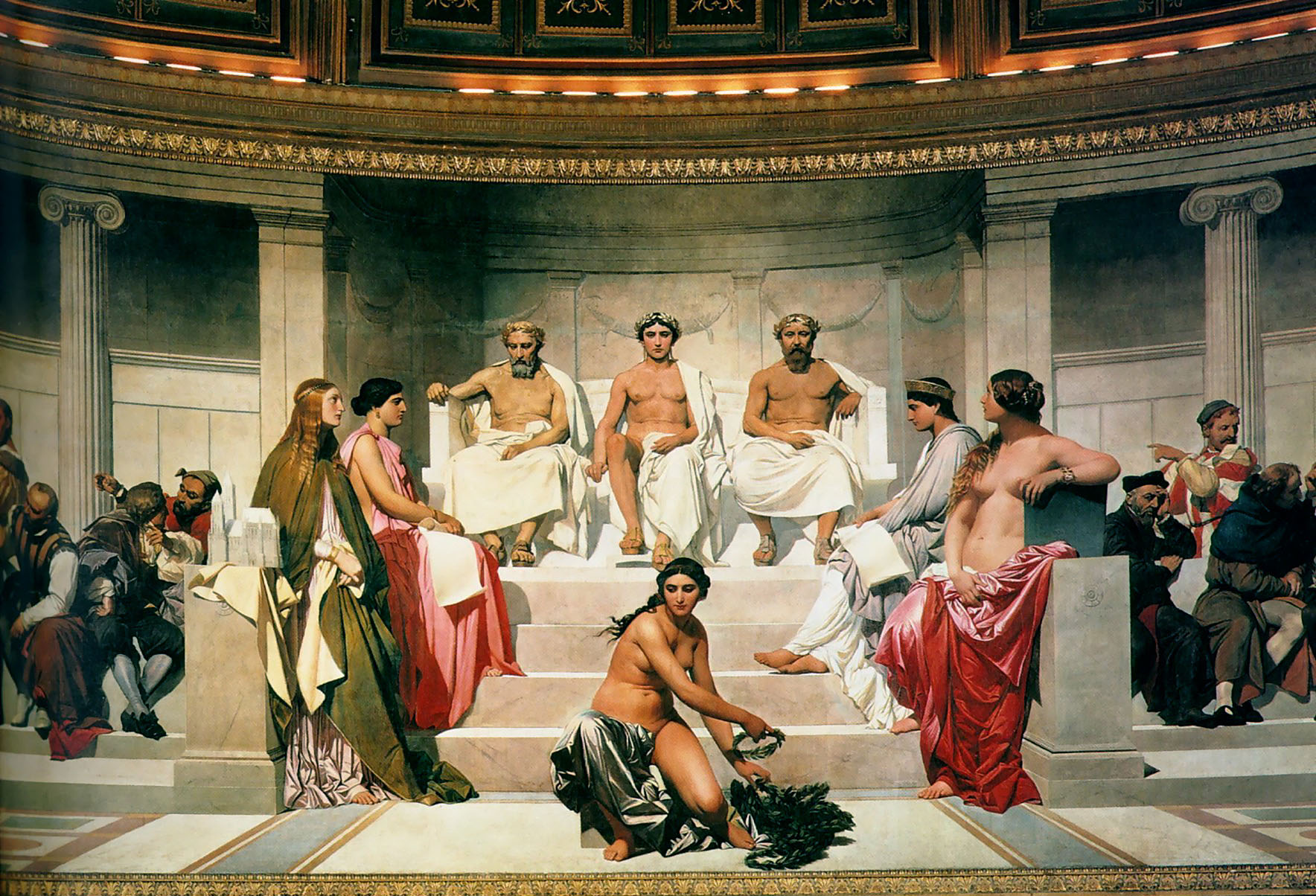
«Полукружие». Детали картины
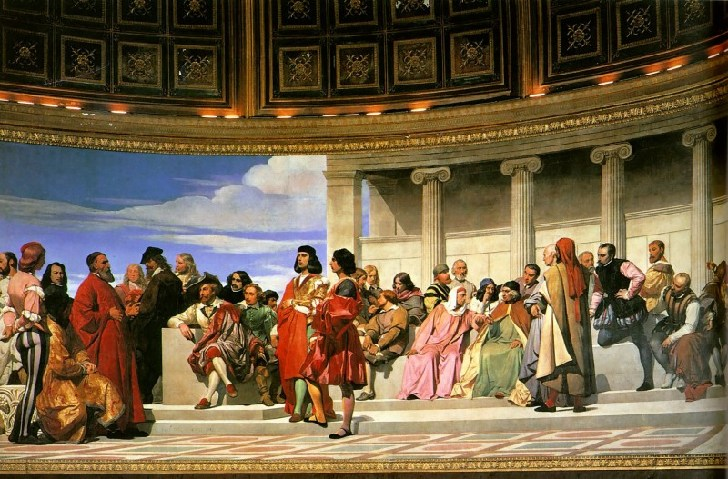